# Syzygium pseudopinnatum
Syzygium pseudopinnatum är en myrtenväxtart som beskrevs av Albert Ulrich Däniker. Syzygium pseudopinnatum ingår i släktet Syzygium och familjen myrtenväxter. Inga underarter finns listade i Catalogue of Life.